# Jungle Disk
既是一款在线备份软件服务，也是一家私营数据安全公司。它是最早使用云存储和Amazon S3的备份服务之一。2009年，在被Rackspace收购后，该服务增加了Rackspace Cloud Files 。Jungle Disk一名是一个单词联想，因为亞馬遜雨林是丛林，而硬盘的英文簡寫爲。

## 备份服务概述
Jungle Disk 備份服務是一项按月订阅的软件服务，支持Microsoft Windows 、 macOS和Linux操作系统的笔记本电脑、台式机和服务器。使用同步備份，即即時將本機變更備份；或计划备份，即將选定的文件、文件夹或系统上的所有内容定時备份到在线磁盘。可以从软件客户端、浏览器或运行Android或iOS的移动设备访问数据。它还提供了一个WebDAV服务器，用于与其他应用程序集成。客户可以使用自己的AES-256密钥加密来保护他们的数据，使得 Jungle Disk 员工也无法访问任何记录。每个订阅都包含 10 GB 的存储空间，额外空間即付即用。

## 历史
Jungle Disk 由 Dave Wright 于2006年在亚特兰大创立。2008年10月22日，Jungle Disk 与 Rackspace Hosting, Inc. 签订了收购协议。Rackspace 购买了 Jungle Disk 以扩展其云托管服务。收购整合后，Dave 离开 Rackspace 创立了SolidFire，然后于 2010 年将 Jungle Disk 迁至圣安东尼奥。随着 Rackspace 专注于其成为OpenStack的云基础设施软件平台，开发速度放缓。2013 年，Rackspace 恢复了 Jungle Disk 客户支持，从仅售票服务扩展到包括电话、聊天和售票。2016年1月5日，Jungle Disk 从 Rackspace US, Inc. 分拆出来，现在是一家总部位于德克萨斯州圣安东尼奥的私人控股公司。 
2017 年 12 月 5 日，Jungle Disk 宣布从 Jobber 收购 SafetyNet。

## 爭議
Jungle Disk 客户端软件在2012年至2014年期间未收到更新。2015年12月，作为 Cloud Office产品组合的一部分，新版本被发布。
2011 年 6 月 3 日，Tarsnap（Jungle Disk 的竞争对手）的所有者Colin Percival发现了 Jungle Disk 安全性的两个潜在弱点：
- 缺少消息身份验证代码意味着如果攻击者可以绕过 Amazon 或 Rackspace 安全并直接修改 S3 或 Cloud Files 中的数据，则不会检测到文件损坏（無論是否人爲）或任意文件内容插入[11] 。
- 使用MD5作为密钥派生函数使得对 Jungle Disk 密码执行暴力攻击在计算上是可行的。